# Bungasan
Bungasan is een plaats in Indonesië. Het is gelegen in de provincie Midden-Java.
het is gelegen aan de voet van Gunung Suro en is omgeven met suikerriet plantages.